# Центральноєвропейська асоціація вільної торгівлі

Прапор Центрально-європейської асоціації вільної торгівлі

Члени Центрально-європейської асоціації вільної торгівлі

Центра́льноєвропе́йська уго́да про ві́льну торгі́влю (англ. Central European Free Trade Agreement, CEFTA) — торговельна угода між країнами Південно-Східної Європи, що не є членами Європейського Союзу.

## Сторони угоди
Станом на 1 липня 2013 року сторонами угоди є: Албанія, Боснія і Герцеговина, Північна Македонія, Молдова, Сербія, Чорногорія та UNMIK (від імені Косово).
До вступу до Європейського Союзу учасниками ЦЄАВТ були також Болгарія, Польща, Румунія, Словаччина, Словенія, Угорщина та Хорватія.
| Сторони угоди         | Сторони угоди        | Рік приєднання | Рік виходу |
| --------------------- | -------------------- | -------------- | ---------- |
| Польща                | Польща               | 1992           | 2004       |
| Угорщина              | Угорщина             | 1992           | 2004       |
| Чехословаччина (1992) | Чехія (1993)         | 1992           | 2004       |
| Чехословаччина (1992) | Словаччина (1993)    | 1992           | 2004       |
| Словенія              | Словенія             | 1996           | 2004       |
| Румунія               | Румунія              | 1997           | 2007       |
| Болгарія              | Болгарія             | 1999           | 2007       |
| Хорватія              | Хорватія             | 2003           | 2013       |
| Північна Македонія    | Північна Македонія   | 2006           | —          |
| Албанія               | Албанія              | 2007           | —          |
| Боснія і Герцеговина  | Боснія і Герцеговина | 2007           | —          |
| Молдова               | Молдова              | 2007           | —          |
| Сербія                | Сербія               | 2007           | —          |
| Чорногорія            | Чорногорія           | 2007           | —          |
| UNMIK (Косово)        | UNMIK (Косово)       | 2007           | —          |

## Умови вступу
Необхідними умовами вступу до угруповання є:
- Угода про асоціацію з Європейським Союзом
- Членство в Світовій організації торгівлі
- Підписання угод про вільну торгівлю з кожною із держав-членів ЦЄАВТ.